# Cillorigo de Liébana
Cillorigo de Liébana – gmina w Hiszpanii, w prowincji Kantabria, w Kantabrii, o powierzchni 104,55 km². W 2011 roku gmina liczyła 1338 mieszkańców.